# Са Мура (Каљари)
Са Мура је насеље у Италији у округу Каљари, региону Сардинија.
Према процени из 2011. у насељу је живело 107 становника. Насеље се налази на надморској висини од 5 м.